# Upplands runinskrifter 128
Upplands runinskrifter 128 är en vikingatida runsten av sandsten i Danderyds kyrka, Danderyds socken. Stenen består av två fragment (Danderyd 2:2 och 2:3). 2:2 utgör det större fragmentet och är 0,78 gånger 0,6 meter stort. Det mindre stycket är 0,35 gånger 0,35 meter. Ristningen är inte signerad men säkerligen utförd av Öpir. Stenen pryds av ett av hans mest typiska mönster. Fragmenten påträffades vid en reparation 1915 under mittgångens golv. De är nu fastsatta i kyrkans västra innervägg.

## Inskriften
Translitterering av runraden:
friþi ' uk ' ka... ...(k) ' sihatr ' ... ...aþur ' sin -...(n) sniris
Normalisering till runsvenska:
Friði ok ... [o]k Sighvatr ... [f]aður sinn ... Snærris.
Översättning till nusvenska:
Fride och ... och Sigvat ... sin fader ... Snärres ...